# Batalha dos Salgueiros
A Batalha dos Salgueiros ou nos Salgueiros (em latim: Ad Salices) foi uma batalha travada em 377 numa região ou cidade conhecida como "Nos Salgueiros", na Mésia Secunda (atualmente Bulgária), entre o exército romano liderado pelos generais Ricomero, Trajano e Profuturo e o exército gótico liderado por um comandante desconhecido no contexto da Guerra Gótica de 376-382. Teve como resultado a vitória gótica perante as tropas romanas que foram obrigadas a retirar-se para Marcianópolis (atualmente Devnja).

## Contexto
Durante o século IV, o Império Romano estava sofrendo com crescentes invasões em suas fronteiras, uma vez que à época, na Europa, os hunos estavam expandindo seu poder diante das tribos locais. Os godos, que no período estavam assentados no mar Negro, constantemente pressionavam as fronteiras romanas do rio Danúbio. Em 376, eles haviam sido autorizados a entrar no território romano, mas, oprimidos pelos oficiais romanos (entre eles Lupicino), se rebelaram e começaram uma onda de saques através da Trácia, reunidos sob a liderança de Fritigerno.
O imperador Valente (r. 364–378), naquele momento, estava estacionado em Antioquia, na Síria, onde se preparava para uma guerra contra o Império Sassânida. Ele decidiu enviar dois de seus generais, Profuturo e Trajano. Ambos conseguiram deter temporariamente o avanço gótico, no entanto, os godos eram numericamente superiores, o que levou os oficiais romanos a retirarem-se para Marcianópolis, onde juntariam suas forças com aquelas sob comando dos oficias Ricomero e Frigérido.

## Batalha
Ricomero, principal comandante do exército, havia estabelecido que a tática de batalha seria pressionar os godos a manterem-se onde estavam até suas provisões se esgotarem e, quando estivessem em marcha, os romanos os atacariam. No entanto, Fritigerno, ao invés de fazer o que os romanos imaginavam, reuniu nas cercanias todos os destacamentos godos próximos e preparou-se para um ataque. Os romanos, então, sem escolha, foram obrigados a lançar um ataque contra as tropas góticas.
Os exércitos de ambos os lados estavam, em certo ponto, equilibrados. No início, a ala romana esquerda foi quebrada, mas, graças ao reforço das tropas locais, os romanos foram capazes de sustentar a luta até o anoitecer. A batalha concluiu-se com pesadas baixas para ambos os lados, e os romanos foram forçados a retirar-se para Marcianópolis.